# Eustomias tetranema
Eustomias tetranema és una espècie de peix de la família dels estòmids i de l'ordre dels estomiformes.

## Morfologia
- Els mascles poden assolir 15 cm de longitud total.[4][5]

## Hàbitat
És un peix marí i d'aigües profundes que viu fins als 3.000 m de fondària.

## Distribució geogràfica
Es troba a l'Atlàntic oriental (des de les Illes Açores fins a les Illes Canàries) i a l'Atlàntic occidental (davant les costes del Brasil).